# Stones of Years/A Time and a Place
Stones of Years/A Time and a Place è il secondo singolo del gruppo musicale inglese Emerson, Lake & Palmer, pubblicato nel 1971 dalla Cotillion (catalogo 44131) ed estratto dall'album Tarkus.

## I brani

### Stones of Years
Stones of Years, sottotitolata Don't You Understand How Stupid Is to Fight?, è il brano presente sul lato A del disco. Ed è la seconda parte – e prima delle tre, cantate da Greg Lake – della suite Tarkus, traccia di apertura dell'omonimo album, che occupa tutto il lato A dell'LP.
Il testo, scritto dallo stesso Lake, si rivolge a Tarkus rinfacciandogli la stupidità in ciò che fa.

### A Time and a Place
A Time and a Place è il brano presente sul lato B del disco. Il testo, piuttosto ermetico, esprime l'anelito a "un tempo e un luogo" in cui regnano pace e silenzio, lontani dall'ira propria o altrui.

## Tracce

### Lato A
1. Stones of Years (Don't You Understand How Stupid Is to Fight?) – 2:44 (testo: Greg Lake – musica: Keith Emerson)

### Lato B
1. A Time and a Place – 2:58 (testo: Carl Palmer, Greg Lake – musica: Greg Lake, Keith Emerson)

## Formazione
- Keith Emerson – tastiere
- Greg Lake – basso, voce
- Carl Palmer – batteria